# فارسالا
فارسالا: (باليونانية: Φάρσαλα)، (بالإنجليزية:Farsala)، بلدة يونانية ومركز لبلدية تقع في وسط البلاد ضمن مقاطعة لاريسا التي تتبع إدارياً لإقليم ثيساليا الإداري.

## الموقع والسكان
تقع البلدة على ارتفاع 160 متر عن مستوى سطح البحر، وذلك على السفح الشمالي لجبل نارثاكي والذي يبلغ ارتفاع قمته 1011 م. تطل فارسالا من الشمال على السهل الثيسالي. 
تبعد البلدة مسافة 40 كيلومتر إلى الجنوب من لاريسا عاصمة إقليم ثيساليا عبر الطريق E56. بينما تبعد مسافة 261 كيلومتر عن العاصمة أثينا.
يبلغ عدد سكان البلدة حوالي عشرة آلاف نسمة بينما يصبح عدد السكان مع كل الأقسام البلدية التابعة لها (11) ألف نسمة (إحصاء عام 2001).

## التاريخ
يعود تاريخ البلدة إلى زمن موغل في القدم، إذ وجدت فيها آثار تعود للعصر الـنيوليثي. لاحقاً وفي الفترة الـميسينية كانت فارسالا تشكل جزءاً من فثيّا (Phthia)، وبحسب هوميروس فإن فارسالا كانت عاصمة الميرميدون (Myrmidons) والذين كان ملكهم بيليوس، والد البطل الأسطوري أخيل، الشخصية المحورية في الحروب الطروادية.
كانت فارسالا في القترة الكلاسيكية إحدى أهم مدن ثيساليا، وكانت عاصمةً لـربع فثيا (Phthia) (الربع (تترارخ) هو المقاطعة في بلاد الإغريق القديمة)، تحالفت المدينة مع أثينا لرد الفرس، أثناء الـحروب الإغريقية-الفارسية. أصبحت في القرن الرابع قبل الميلاد جزءاً من التحالف الثيسالي.
احتلها فيليب المقدوني وأصبحت جزءاً من مملكته، ولكنها أصبحت مسرحاً للحرب المقدونية الثانية والثالثة عندما ثار الإيتوليون الثيساليون على الحكم المقدوني.
أصبحت البلدة مشهورة تاريخياً في الفترة الـرومانية عام 48 ق.م. عندما وقعت بالقرب منها معركة فارسالوس (نسبة إلى البلدة) هذه المعركة التي قررت مصير العالم الروماني، وكانت هذه المعركة بين قوات بومبي ويوليوس قيصر وقد انتصر فيها قيصر بشكل ساحق.
اختفى ذكر البلدة بعد ذلك، وأصبحت عبارة عن بلدة زراعية صغيرة. حدثت في 24 نيسان/أبريل 1897 معركة حاسمة بين الجيشين اليوناني والـتركي، انتصر فيها اليونانيون، وكانت هذه المعركة جزءاً من الحرب اليونانية-التركية لعام 1897.
عانت البلدة الكثير من الدمار أثناء الحرب العالمية الثانية عندما قصفها الـألمان عام 1942، ثم عندما أحرقها الـإيطاليون في العام اللاحق. حدث فيها عام 1954 زلزال قوي دمر أربعة أخماس البلدة.

## المعالم الأساسية
لم يتبق حالياً من الآثار ما يعكس تاريخ فارسالا القديم، ومن أهم ما وجده علماء الآثار:
- بقايا أسوار حول تلة النبي إيليا (Profitis Ilias) جنوب غرب المدينة تعود للفترة النيوليثية، والعصور اللاحقة.
- بقايا أكروبول البلدة القديمة: ويوجد تحت وحول كنيسة الـقديس نقولا (Agios Nikolaos) والتي يعود تاريخ بناءها للعام 1857 م.
- بعض القبور القديمة المقببة المسماة ثولوس (Tholos) خارج البلدة

هذا بالإضافة إلى متحف أركيواوجي صغير يضم اللقى الأثرية في المدينة.

## متفرقات
- يعتمد اقتصاد البلدة بشكل أساسي على الزراعة، وخاصة زراعة القطن، وتربية الماشية، أما من ناحية الصناعات فتوجد فيها صناعة النسيج وبعض عمليات التصنيع الزراعي.
- تشتهر البلدة وطنياً بإنتاج الـخالفا اليونانية (Halva) المميزة لها، وهي نوع من الحلوى الشرقية المصنوعة من السمسم ومستخلص جذر السابوناريا وهي نفس فصيلة النباتات التي تسمى في بلاد الشام بـشرش الحلاوة.
- أهم نادي رياضي في المدينة هو أخيلياس فارسالا، والذي تأسس عام 1928.

## وصلات خارجية
- موقع البلدة الرسمي